# Conus buxeus
Conus buxeus é uma espécie de gastrópode do gênero Conus, pertencente a família Conidae.

## Ligações externas

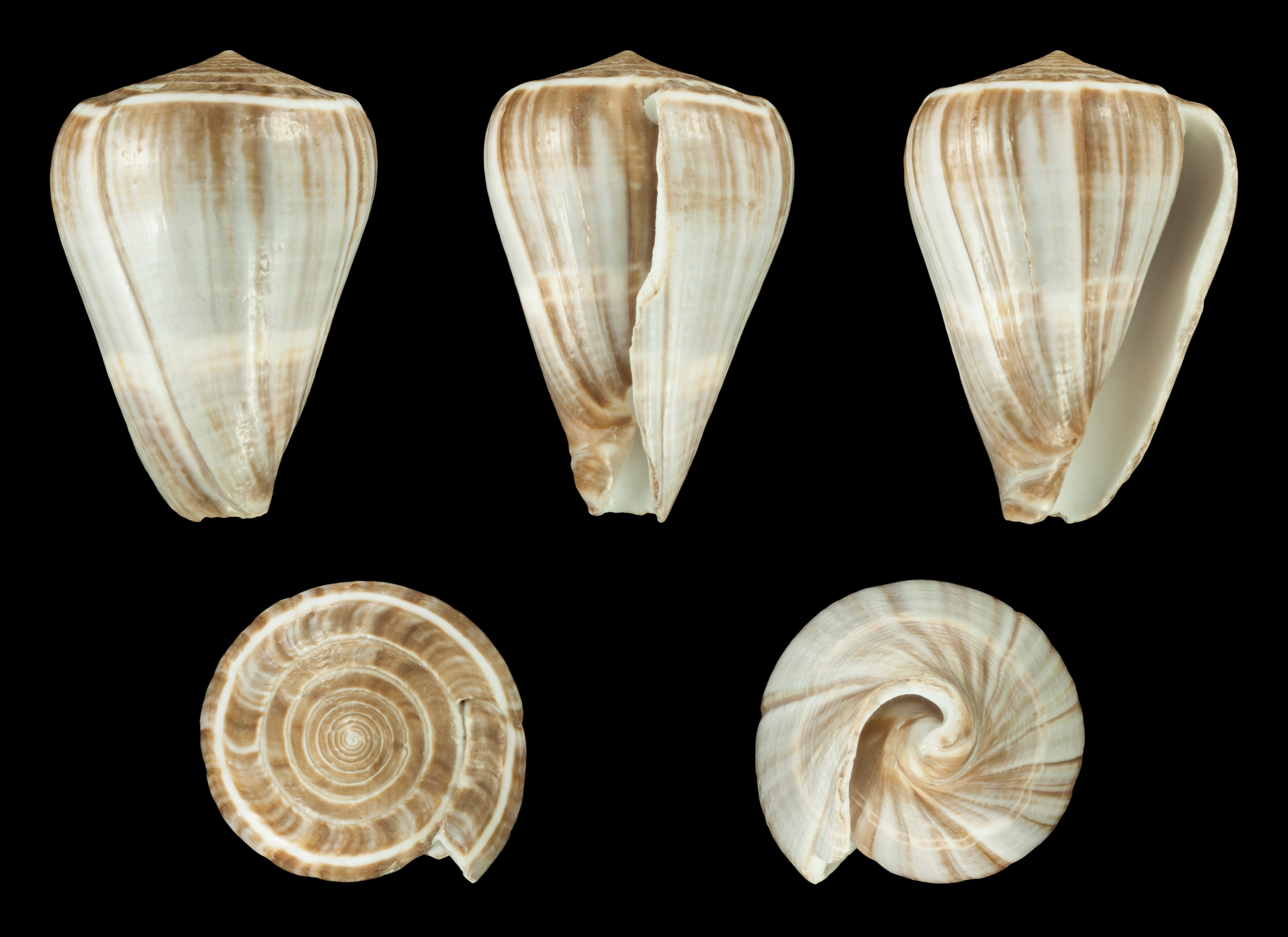
Conus buxeus loroisii